# Uhingen
Uhingen település Németországban, azon belül Baden-Württembergben. Lakosainak száma 14 753 fő (2023. december 31.).

## Népesség
A település népessége az elmúlt években az alábbi módon változott:
| Lakosok száma | 10 156 | 11 255 | 11 821 | 11 783 | 12 135 | 12 935 | 13 868 | 13 854 | 13 979 | 14 753 |
|               | 1961   | 1967   | 1974   | 1980   | 1987   | 1993   | 2000   | 2006   | 2013   | 2023   |